# أليكسيا أميرة اليونان والدنمارك
أليكسيا أميرة اليونان والدنمارك، باليونانية (Αλεξία). ولدت في العاشر من يوليو عام 1965، وهي الابنة البكر للملك المخلوع قسطنطين الثاني وزوجته آن ماري ملكة اليونان. وهي متزوجة من كارلوس موراليس كوينتانا.